# 曾毅 (画家)
曾毅（1957年—）  男，汉族，生于四川内江，职业画家。

## 生平
曾就读于四川教育学院美术系，西南师范大学油画系，并在大学艺术设计系担任副教授，任教20余年。
作品在各种美术杂志《中国油画》，《美术大观》和报纸上发表。
- 2005年参加北京国际艺博会，2006年成都电视台专访和报道创作的《荷塘仕女系列》。
- 2007年参加李嘉诚秋季艺术品拍卖会，作品《荷塘仕女系列》拍卖成交。
- 2009年后多次到美国考察写生办展，作品被美国中国博物馆以及国内外收藏家收藏并得到一致好评。
- 2011年参加上海春季艺博会。

特别是业内人士专门为其撰写的文章“自在飞花轻似梦——我读曾毅油画”得到广泛认可。